# Carles Alberola
Carles Alberola (Alcira, 1964) es un actor, director y dramaturgo español.

## Biografía
Titulado por la Escuela Superior de Arte Dramático y Danza de Valencia (1983-1986). 
En los años 80 trabaja como actor en diferentes compañías valencianas al tiempo que da clases en Escuelas Municipales de Teatro. 
A partir de 1989 empieza a simultanear la escritura, la dirección y la interpretación.
En esta primera etapa que abarca los años 90 (1989-1999), Alberola estrenó 14 comedias, de las que dirigió trece e interpretó seis. 
Crea, en 1994, la compañía Albena Teatre, de la que es director.
En 1999 comienza la segunda etapa, en la que llega el reconocimiento y el éxito conjunto de crítica y público, con el estreno de Besos; Alberola alcanza proyección nacional y obtiene gran éxito en Madrid y Barcelona.
Además del reconocimiento, premios y galardones, el éxito teatral le ha llevado a desarrollar en los últimos años una intensa carrera televisiva.
En 2003 recibió el Porrot d'Honor de les Lletres Valencianes de Silla por el conjunto de su obra.
En 2018 es uno de los creadores de la serie de Açò és un destarifo y el productor de dicha serie de la nueva televisión valenciana, À Punt y que es guionista de la serie y de sus contrataciones del elenco de actores y de actrices.
En 2020, coescribió e interpretó el monólogo teatral Waterloo, junto a Pasqual Alapont, bajo la producción de Albena Teatre. Además, en 2022, codirigió la serie de comedia Després de tu, emitida por À Punt, la cual recibió el Premi Berlanga a la Mejor Serie de Ficción en 2023.
En noviembre de 2024, la compañía Albena Teatre sufrió importantes pérdidas materiales debido a la DANA que afectó su almacén en L'Alcúdia, aunque lograron salvar tres espectáculos que estaban de gira en ese momento.

## Obra
En una primera etapa Carles Alberola trabaja con Ferran Torrent, después con Pasqual Alapont y en la última etapa con Roberto García. En solitario o con los anteriores, Carles Alberola es autor, entre otras, de las siguientes obras:
- 13, 2006.
- SPOT, 2002.
- Besos, 1999.
- Mandíbula Afilada, 1997.
- Per què moren els pares?, 1996.
- Estimada Anuchka, 1995.
- Nit i dia, 1995.
- Currículum, 1994.
- O tu o res, 1994.
- Hau!, 1993.
- Joan, el Cendròs, 1994.

## Series
En una primera etapa Carles Alberola trabaja con una serie de ficción: 
- Maniatics, 2006-2007 en RTVV.
- Autoindefinits, 2005-2008 en RTVV.
- Socarrats, 2007-2009 en RTVV.
- Açò és un destarifo, 2018-2019 en À Punt.
- Desenterrats, 2020-presente en À Punt.